# ریکاردو بارونی
ریکاردو بارونی (انگلیسی: Riccardo Baroni؛ زادهٔ ۱۹ سپتامبر ۱۹۹۸) بازیکن فوتبال است.
از باشگاه‌هایی که در آن بازی کرده‌است می‌توان به باشگاه فوتبال فیورنتینا اشاره کرد.
وی همچنین در تیم ملی فوتبال زیر ۲۰ سال ایتالیا بازی کرده‌است.